# Шуштра
Шуштра (рум. Șuștra) насеље је у Румунији у округу Тимиш у општини Велики Тополовац. Oпштина се налази на надморској висини од 101 m.

## Прошлост
По "Румунској енциклопедији" место се први пут помиње 1597. године. Пописано је у насељу 1717. године само 10 домова. Православна црква је изграђена 1887. године.
Аустријски царски ревизор Ерлер је 1774. године констатовао да место "Шуштра" припада Лунгшком округу, Лугошког дистрикта. Становништво је било претежно влашко. Када је 1797. године пописан православни клир ту је само парох поп Павел Јаношевић (рукоп. 1789) који се служи само румунским језиком.

## Становништво
Према подацима из 2021. године у насељу је живело 408 становника.

### Попис2002.
| Расподела становништва по националности 2002.‍ | Расподела становништва по националности 2002.‍ | Расподела становништва по националности 2002.‍ | Расподела становништва по националности 2002.‍ | Расподела становништва по националности 2002.‍ |
| --------------------------------------------- | --------------------------------------------- | --------------------------------------------- | --------------------------------------------- | --------------------------------------------- |
|                                               |                                               |                                               |                                               |                                               |
| Румуни                                        | Румуни                                        |                                               | 422                                           | 89,0%                                         |
| Роми                                          | Роми                                          |                                               | 36                                            | 7,6%                                          |
| Срби                                          | Срби                                          |                                               | 10                                            | 2,1%                                          |
| Словаци                                       | Словаци                                       |                                               | 6                                             | 1,3%                                          |